# 1110 (szám)
Az 1110 (római számmal: MCX) az 1109 és 1111 között található természetes szám.

## A szám a matematikában
A tízes számrendszerbeli 1110-es a kettes számrendszerben 10001010110, a nyolcas számrendszerben 2126, a tizenhatos számrendszerben 456 alakban írható fel.
Az 1110 páros szám, összetett szám. Kanonikus alakja 21 · 31 · 51 · 371, normálalakban az 1,11 · 103 szorzattal írható fel. Tizenhat osztója van a természetes számok halmazán, ezek növekvő sorrendben: 1, 2, 3, 5, 6, 10, 15, 30, 37, 74, 111, 185, 222, 370, 555 és 1110.
Az 1110 egyetlen szám valódiosztó-összegeként áll elő, ez az 1109².

## Csillagászat
- 1110 Jaroslawa kisbolygó